# Ignacio Lacasta
Ignacio Lacasta Casado (Bilbao) es un economista y empresario español.
Se formó como licenciado en ciencias económicas y empresariales en la Universidad de Deusto, en su país natal. Posteriormente obtuvo un máster en finanzas, banca y seguros en el Institute of European Finance - University of Wales, del Reino Unido.
También consiguió un diploma en gestión bancaria por el INSEAD-Fontainebleau, de Francia.
Desarrolló su carrera profesional en el grupo hispano Banco Bilbao Vizcaya Argentaria (BBVA). A comienzos del año 2006 dejó su cargo de gerente de desarrollo comercial en banca minorista de España y Portugal para reemplazar a Ramón Monell en la gerencia general de BBVA Chile.
Durante su gestión la casa matriz de la entidad financiera concretó la adquisición del 51% de Forum Servicios Financieros, empresa chilena dedicada al financiamiento automotriz, en € 94 millones.
En 2012 dejó la entidad para asumir como director de banca retail para América del Sur.